# Округ Колдвел (Луизијана)
Колдвел (енгл. Caldwell Parish) је округ у америчкој савезној држави Луизијана.

## Демографија
По попису из 2010. године број становника је 10.132, што је 428 (-4,1%) становника мање него 2000. године.
| Група             | 2000.         | 2010.         |
| Белци             | 8.396 (79,5%) | 8.045 (79,4%) |
| Афроамериканци    | 1.890 (17,9%) | 1.746 (17,2%) |
| Азијати           | 15 (0,1%)     | 25 (0,2%)     |
| Хиспаноамериканци | 157 (1,5%)    | 222 (2,2%)    |
| Укупно            | 10.560        | 10.132        |